# Hirekerūr
Hirekerūr är en ort i Indien.   Den ligger i distriktet Haveri och delstaten Karnataka, i den södra delen av landet, 1 600 km söder om huvudstaden New Delhi. Hirekerūr ligger 611 meter över havet och antalet invånare är 16 688.
Terrängen runt Hirekerūr är platt, och sluttar österut. Runt Hirekerūr är det tätbefolkat, med 266 invånare per kvadratkilometer. Hirekerūr är det största samhället i trakten. Trakten runt Hirekerūr består till största delen av jordbruksmark.